# Gassaway
Gassaway – miasto w Stanach Zjednoczonych, w stanie Wirginia Zachodnia, w hrabstwie Braxton.